# Monognathus berteli
Monognathus berteli is een straalvinnige vissensoort uit de familie van eenkaaksalen (Monognathidae). De wetenschappelijke naam van de soort is voor het eerst geldig gepubliceerd in 1996 door Nielsen & Hartel.